# Hovorestenia
Hovorestenia is een kevergeslacht uit de familie van de boktorren (Cerambycidae). De wetenschappelijke naam van het geslacht werd voor het eerst geldig gepubliceerd in 2007 door Santos-Silva.

## Soorten
Hovorestenia omvat de volgende soorten:
- Hovorestenia humeralis (Waterhouse, 1880)
- Hovorestenia thalassina Santos-Silva & Hovore, 2008